# Parafia św. Stanisława Kostki w Zalasie
Parafia pw. Świętego Stanisława Kostki w Zalasie – parafia rzymskokatolicka należąca do dekanatu Myszyniec, diecezji łomżyńskiej, metropolii białostockiej. 
Kościołem parafialnym jest zabytkowy kościół św. Stanisława Kostki w Zalasie. 
Erygowana została w 1903 roku. Jest prowadzona przez księży diecezjalnych.

## Obszar parafii
W skład parafii wchodzą wierni z miejscowości:

- Zalas,
- Antonia,
- Dudy Puszczańskie,
- Klenkor,
- Ksebki,
- Łączki,
- Piątkowizna,
- Warmiak,
- Wyżega.